# Dulcício (tribuno)
Dulcício (em latim: Dulcitius) foi um oficial romano do século V, ativo durante o reinado do imperador ocidental Honório (r. 393–423). Um homem espectável (vir spectabilis), sabe-se que era irmão de Laurêncio. Em data desconhecida foi nomeado como tribuno e notário e em 420 foi enviado para a África para suprimir os heréticos donatistas. Por esta época, Agostinho de Hipona respondeu uma carta de Dulcício a respeito do tratamento dos heréticos e por 422, Agostinho escreveu um tratado em resposta a oito perguntas do tribuno.